# Hermann Möller
Hermann Möller, o Møller (Hjerpsted, 13 gennaio 1850 – Copenaghen, 5 ottobre 1923), è stato un linguista e filologo danese. Indoeuropeista, diede fondamentali contributi allo sviluppo della teoria delle laringali e fu tra i primi sostenitori di un legame genetico tra le lingue indoeuropee e quelle semitiche.

## Biografia
Nato nella parrocchia danese di Hjerpsted, presso Tønder adesso nella regione di Syddanmark, nel 1864 Möller divenne suddito tedesco in seguito alla Seconda guerra dello Schleswig; compì quindi i suoi studi superiori in Germania. Nel 1883 iniziò a insegnare filologia germanica all'Università di Copenaghen, incarico che tenne per oltre trentacinque anni.

## Gli studi
In Das altenglische Volksepos in der ursprünglichen strophischen Form ("L'epica popolare in antico inglese nella sua forma metrica originale", 1883) sostenne che originariamente il Beowulf aveva uno schema metrico fisso, che sarebbe stato corrotto in seguito da altri poeti.
La principale opera di Möller, Vergleichendes indogermanisch-semitisches Wörterbuch ("Dizionario comparativo indoeuropeo-semitico"), fu pubblicata nel 1911; in essa il linguista propose la sua teoria, secondo la quale le famiglie linguistiche indoeuropea e semitica sarebbero filogeneticamente correlate; tale formulazione dell'ipotesi non ha riscontrato il consenso della comunità scientifica degli indoeuropeisti, anche se il problema della correlazione tra indoeuropeo e semitico è rimasto oggetto di dibattito come parte della più ampia teoria nostrasista. All'epoca, comunque, la proposta di Möller riscosse il consenso di importanti linguisti come Holger Pedersen e Louis Trolle Hjelmslev, secondo il quale, anzi, «che vi sia una relazione genetica tra indoeuropeo e camito-semitico è stato dimostrato nel dettaglio dal linguista danese Hermann Möller»; le sue ricerche in quest'ambito furono continuate dal francese Albert Cuny e, più recentemente, dallo statunitense Saul Levin.
A Möller si deve anche una nuova versione della teoria delle laringali già ipotizzata da Ferdinand de Saussure nel 1878; il linguista danese espose la sua teoria in Die semitisch-vorindogermanischen laryngalen Konsonanten ("La laringale semitico-preindoeuropea", 1917). Secondo Möller, la presenza di fonemi laringali nell'indoeuropeo confermava la sua parentela con il semitico, caratterizzato proprio dalla frequenza di tali suoni; tale postulato non fu accolto - almeno non nella formulazione originaria - dall'indoeuropeistica, sebbene l'esistenza di laringali indoeuropee abbia invece trovato ampi consensi.

## Opere

### Saggi
- (DE)  Das altenglische Volksepos in der ursprünglichen strophischen Form, Kiel-Lipsia, Lipsius & Tischer, 1883
- (DE)  Zur althochdeutschen Allitterationspoesie, Kiel-Lipsia, Lipsius & Tischer, 1888
- (DE)  Semitisch und Indogermanisch. Teil l. Konsonanten [opera incompiuta, vol. I], Copenaghen, H. Hagerup, 1906. Ora in: Semitisch und Indogermanisch. Teil l. Konsonanten, Hildesheim-New York, Georg Olms, 1978 ISBN 3487066696
- (DA)  Indoeuropaeisk-semitisk sammenlignende glossarium, Copenaghen, Trykt i Universitetsbogtrykkeriet, 1909
- (DE)  Vergleichendes indogermanisch-semitisches Wörterbuch, Gottinga, Vandenhoeck & Ruprecht, 1911. Ora in: Vergleichendes indogermanisch-semitisches Wörterbuch [1970], Gottinga, Vandenhoeck & Ruprecht, 1997 ISBN 3525261152
- (DE)  Die semitisch-vorindogermanischen laryngalen Konsonanten, Copenaghen, Andr. Fred. Høst., 1917

### Curatele e scritti vari
- (DA)  Den Ældre Edda, 2 voll., Copenaghen, Steen, 1870
- (?) La preposizione tedesca gegen, Bologna, Tip. Gamberini e Parmeggiani, 1915
- (?) Sul problema della parentela delle lingue: Lettere ad A. Meillet, Bologna, Tip. Gamberini e Parmeggiani, 1915